# 鄭汝芬
鄭汝芬（1957年2月16日—），中華民國政治人物，中國國民黨籍，出身政治世家，曾擔任彰化縣議會議員及第七、八屆立法委員，其公公為已故前立委謝言信，其女為現任立委謝衣鳯，其子為現任彰化縣議會議長謝典林，家族三代均曾任立法委員。因其龐大的地方勢力，2008年以僅僅一屆前任縣議員之姿就擊敗兩位時任立委的競爭對手，2012年更以過半得票擊敗民主進步黨老將江昭儀，超越蟬聯兩屆的林滄敏而登上全縣最高票，直至2016年因國民黨大環境不佳且前立委陳朝容重披橘袍參選而致使泛藍分裂，以數千票的小幅差距敗給民進黨縣議員洪宗熠；卸任立委後淡出政壇但仍從事輔選工作，其子謝典林依舊順利連任議長、其女謝衣鳯則在四年後擊敗洪宗熠。

## 家族與財產
- 公公是彰化縣已故立法委員謝言信。
- 丈夫謝新隆是三大有線與三大寬頻董事長。
- 兒子是彰化縣議會議長謝典林。
- 長女謝衣鳯曾任其國會辦公室主任，現任第十屆立法委員。

根據監察院於2015年春公布資料，鄭汝芬與夫婿謝新隆名下位於彰化縣及臺北市之土地，從一年前的60筆增加到103筆，建物仍維持21筆，存款5903萬餘元，有價證券增加了266萬餘元，債權從原本的12.08億餘元攀升到12.86億，長期被形容為「立院活動銀行」的鄭汝芬，光是借給別人的債權就高達12.86億元。

## 第七屆立法委員任期出席紀錄
2008年2/1~3/26院會應出席15次，委員會應出席19次，總計34次，缺席19次。
2008年4/1~4/30院會應出席4次，委員會應出席15次，總計19次，缺席3次。
資來來源：公民監督國會聯盟國會週報第十五期。https://web.archive.org/web/20180724032412/http://www.ccw.org.tw/

## 爭議

### 以頻道公器壟斷私利、關說避罰
鄭汝芬老公謝新隆是彰化三大寬頻及三大有線電視董事長，兒子謝典霖擔任三立通科技董事長、又是彰化縣議長。透過家族第四台系統的壟斷性支援，鄭汝芬參選立委期間，電視插撥競選廣告。雖遭民眾一再檢舉，鄭汝芬等卻向彰化縣縣長卓伯源時的新聞局長李岳勳關說，李因而包庇未開單處罰，使其避免數百萬元的罰款，李岳勳後遭臺灣高等法院臺中分院判處有期徒刑五年六個月、褫奪公權五年。鄭汝芬上任後還曾多次未迴避利益地提案修改《廣播電視法》及《衛星廣播電視法》。
前彰化縣縣長卓伯源於2014年底下台前調降被稱為「收費全國最貴」的有線電視費率，由上限每月五百六十五元降到五百元。一家有九萬戶收視戶的地方有線電視公司，估算月短收五百八十五萬元，年短收七千多萬元，鄭汝芬家族經營的三大有線公司更是首當其衝。2015年初的彰化縣第四選舉區立委補選，國民黨徵召卓伯源參選後，鄭汝芬之子謝典霖等該黨地方山頭即推出同黨前縣議員洪麗娜退黨參選，促成卓伯源大敗。

### 樁腳賄選實價不一
2015年12月，由網友仿效「國民黨嘉義賄選實價登錄地圖 （页面存档备份，存于）」（中國國民黨立委翁重鈞找樁腳買票之紀錄）、並依法院判決紀錄編成之「彰化賄選實價登錄 （页面存档备份，存于）」中顯示鄭汝芬陣營於2008年立委選舉前於埔鹽鄉買一票3000元、於2010年溪湖鎮里長選舉買一票2000元、於2012年立委選舉前於二林鎮廣興里買一票2000元。

### 參加黃主旺告別式
鄭汝芬於2015年6月死囚黃主旺被槍決伏法後與同黨議員陳一惇、陳文漢、謝彥慧親自參加其告別式。黃主旺2011年被判死刑定讞。

## 選舉紀錄
| 年度 | 選舉屆數               | 選舉區           | 所屬政黨   | 得票數  | 得票率 | 當選標記 | 備註 |
| ---- | ---------------------- | ---------------- | ---------- | ------- | ------ | -------- | ---- |
| 2002 | 第十五屆彰化縣議員選舉 | 彰化縣第七選舉區 | 無黨籍     | 9,000   | 15.42% |          |      |
| 2008 | 第七屆立法委員選舉     | 彰化縣第三選舉區 | 中國國民黨 | 68,486  | 45.33% |          |      |
| 2012 | 第八屆立法委員選舉     | 彰化縣第三選舉區 | 中國國民黨 | 101,352 | 55.89% |          |      |
| 2016 | 第九屆立法委員選舉     | 彰化縣第三選舉區 | 中國國民黨 | 69,448  | 40.95% |          |      |

## 外部連結
- 鄭汝芬 （页面存档备份，存于）
- 鄭汝芬的Facebook專頁（页面存档备份，存于）
- 鄭汝芬Facebook粉絲頁 （页面存档备份，存于）